# 固镇路
固镇路，安徽省合肥市的一条东西向次干道，得名自固镇县。道路东起板桥河畔的嘉山路，经阜阳北路、蒙城路、四里河路等多条主干道后止于西二环路。沿路有合肥市第三十六中学、合肥市庐阳中学、合肥市红星路小学国际部、四里河滨水生态公园、安徽省农业科学院、紫桐公园、合肥市育新小学、合肥市第四十五中学森林城校区、合肥市南门小学森林城校区、合肥永红路小学等。

## 轨道交通
- █ S1线：固镇路站